# Azes I
Azes I – w latach 57 p.n.e. – 35 p.n.e. król państwa Indo-Scytów znajdującego się w północnej części Indii.